# Vologne
Die Vologne ist ein etwa 50 Kilometer langer Fluss in Frankreich, der im Département Vosges verläuft und bei Jarménil von rechts in die Mosel mündet.

## Geographie

### Verlauf
Die Vologne entspringt in den Vogesen, südlich des Col de la Schlucht, im Gemeindegebiet von Xonrupt-Longemer. Sie entwässert generell Richtung Westen und mündet nach rund 50 Kilometer  in Jarménil, südlich von Épinal, als rechter Nebenfluss in die Mosel.

### Zuflüsse
- Belbriette (rechts), 5,9 km
- Narouël (rechts), 2,4 km
- Jamagne (links), 6,9 km
- Corbeline (rechts), 9,4 km
- Bas Prés (links), 8,6 km
- Clous (links), 3,6 km
- Neuné (rechts), 24,5 km
- Lizerne (rechts), 3,6 km
- Cul d’Honstot (rechts), 2,5 km
- Malenrupt (links), 3,4 km
- Barba (links), 15,6 km

### Orte am Fluss
- Xonrupt-Longemer
- Gérardmer
- Granges-sur-Vologne
- Docelles
- Cheniménil
- Jarménil

## Hydrologie
An der Mündung der Vologne in die Mosel beträgt die mittlere Abflussmenge (MQ) 9,65 m³/s; das Einzugsgebiet umfasst hier 369 km².
Am Pegel Cheniménil wurde über einen Zeitraum von 55 Jahren (1970–2025) die durchschnittliche jährliche Abflussmenge der Vologne berechnet. Das Einzugsgebiet entspricht an dieser Stelle mit etwa 355 km² damit etwa 96,2 % des vollständigen Einzugsgebietes des Flusses.
Die durchschnittliche jährliche mittlere Abflussmenge (MQ) am Pegel Cheniménil beträgt 9,41 m³/s. Die höchsten Wasserstände werden in den Wintermonaten Dezember bis April gemessen. Ihren Höchststand erreicht die Abflussmenge mit 15,3 m³/s im Januar. Von Mai an geht die Schüttung Monat für Monat merklich zurück und erreicht ihren niedrigsten Stand im August mit 3,75 m³/s, um danach wieder von Monat zu Monat anzusteigen.
| Monatlicher mittlerer Abfluss in m³/s: Vologne bei Cheniménil Daten aus den Werten der Jahre 1970–2025 berechnet |
| --- |
| 16128409,4115,3Jan.15,0Feb.13,0März10,8Apr.7,91Mai5,99Juni4,77Juli3,75Aug.3,99Sep.7,23Okt.10,6Nov.14,9Dez.       |
| Durchgehende Linie: Mittlerer Jahresabfluss (MQ) 9,41 m³/s                                                       |
| |
| Quelle: La Vologne à Cheniménil – hydro.eaufrance.fr                                                             |